# Maggie Siff
Maggie Siff (New York, 1974. június 21.–) amerikai színésznő.

## Életútja, tanulmányai
Siff a New York-i Bronxban született. A The Bronx High School of Science és a Bryn Mawr College öregdiákja, ahol angol szakon végzett, és 1996-ban végzett. Később elvégezte a New York Egyetem Tisch School of the Arts színészi mesterképzését.  Röviddel a végzés után Siff ideiglenes alkalmazottként dolgozott egy fedezeti alapnál, és ezt a tapasztalatot a Milliárdok nyomában című televíziós sorozatban játszott szerepéhez is felhasználta.
Siff sokat dolgozott regionális színházakban, mielőtt a televízióban játszott volna. A Lantern Theater Company Henrik Ibsen Kísértetek című darabjában nyújtott alakításáért 1998-ban Barrymore-díjat kapott a színházi teljesítményéért.
Askenázi zsidó származású apától született, aki szintén színpadi színész volt, Siff azt nyilatkozta, hogy "kulturálisan zsidónak érzem magam, mert így nőttem fel."

## Magánélete
2013 októberében Siff bejelentette, hogy első gyermekét várja férjével, Paul Ratliffel, akivel 2012-ben házasodott össze. Siff egy kislánynak, Lucynak adott életet.

## Filmográfia

### Film
| Év   | Magyar cím             | Eredeti cím                        | Szerep                   |
| ---- | ---------------------- | ---------------------------------- | ------------------------ |
| 2007 | Michael Clayton        | Michael Clayton                    | Ügyvéd #1                |
| 2007 | Amikor minden változik | Then She Found Me                  | Lily                     |
| 2009 | Az energia             | Push                               | Teresa Stowe             |
| 2009 |                        | Leaves of Grass                    | Rabbi Renannah Zimmerman |
| 2009 | Ki nevet a végén?      | Funny People                       | Rachel                   |
| 2013 | Kertvárosi bordély     | Concussion                         | Sam Bennet               |
| 2016 | Az 5. hullám           | The 5th Wave                       | Lisa Sullivan            |
| 2016 |                        | A Woman, a Part                    | Anna Baskin              |
| 2016 | Az élet édes           | The Sweet Life                     | Ava                      |
| 2017 | Fülledt nyár           | One Percent More Humid             | Lisette                  |
| 2019 |                        | The Short History of the Long Road | Cheryl                   |

### Televízió

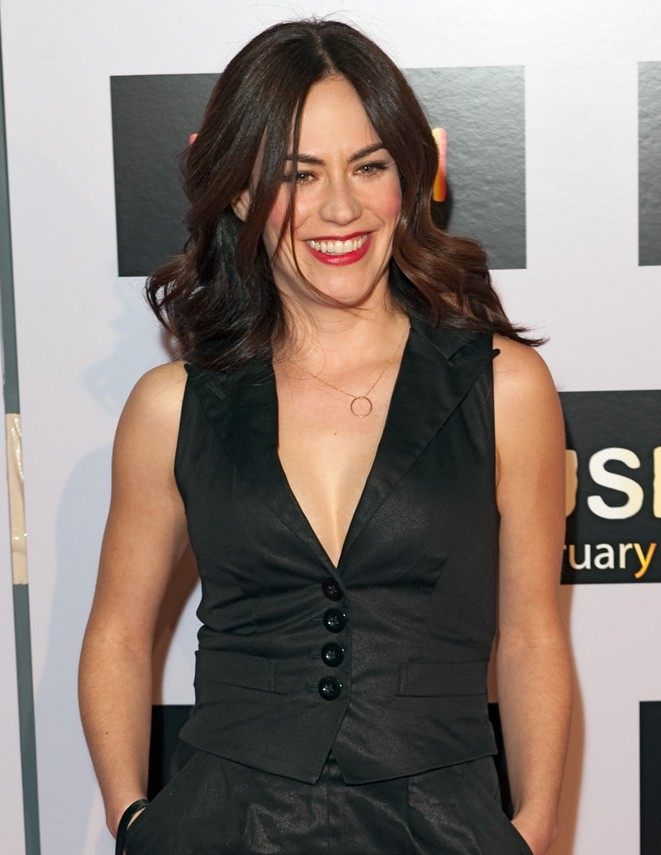
Az energia 2009 januári premierjén

| Év        | Magyar cím                               | Eredeti cím                       | Szerep              | Megjegyzés                        |
| --------- | ---------------------------------------- | --------------------------------- | ------------------- | --------------------------------- |
| 2004      | Harmadik műszak                          | Third Watch                       | Cindy               | 1 epizód                          |
| 2005      | Ments meg!                               | Rescue Me                         | Fiatal nő az AA-nál | 1 epizód                          |
| 2006      | Esküdt ellenségek: Különleges ügyosztály | Law & Order: Special Victims Unit | Emily McCooper      | 1 epizód                          |
| 2006      | Agykontroll                              | 3 lbs.                            | Lisa Kutchem        | 1 epizód                          |
| 2007      | A Grace klinika                          | Grey's Anatomy                    | Ruthie eladó        | 1 epizód                          |
| 2007–2008 | Mad Men – Reklámőrültek                  | Mad Men                           | Rachel Menken Katz  | főszereplő (9 epizód)             |
| 2007–2008 | Kés/Alatt                                | Nip/Tuck                          | Rachel Ben Natan    | vendégszereplő (3 epizód)         |
| 2008      | Esküdt ellenségek                        | Law & Order                       | Attorney Mahaffey   | 1 epizód                          |
| 2008–2013 | Kemény motorosok                         | Sons of Anarchy                   | Tara Knowles        | főszereplő (1–6. évad); 79 epizód |
| 2009      |                                          | Life on Mars                      | Maria Belanger      | vendégszereplő (3 epizód)         |
| 2011      | Szellemdoktor                            | A Gifted Man                      | Lily                | 1 epizód                          |
| 2016–2023 | Milliárdok nyomában                      | Billions                          | Wendy Rhoades       | főszereplő                        |
| 2019      |                                          | Explained                         | önmaga / narrátor   | 1 epizód                          |

## Fordítás
- Ez a szócikk részben vagy egészben  a   Maggie Siff című angol Wikipédia-szócikk fordításán alapul.  Az eredeti cikk szerkesztőit annak laptörténete sorolja fel. Ez a jelzés csupán a megfogalmazás eredetét és a szerzői jogokat jelzi, nem szolgál a cikkben szereplő információk forrásmegjelöléseként.